# Sydney Ice Dogs
Die Sydney Ice Dogs sind ein semi-professioneller australischer Eishockeyklub in Liverpool, New South Wales, der 2002 gegründet wurde und in der Australian Ice Hockey League spielt.

## Geschichte
Der Verein wurde im Zuge der Liga-Erweiterung 2002 zusammen mit Melbourne Ice und den Newcastle North Stars in die Australian Ice Hockey League, die höchste Spielklasse des Landes, aufgenommen. Gleich in ihrer zweiten Spielzeit erreichten die Ice Dogs 2003 das Playoff-Finale, unterlagen dort jedoch mit 1:4 den North Stars, die sich ebenfalls erst in ihrer zweiten Saison befanden. Ein Jahr später revanchierte sich Western Sydney mit einem 3:1-Finalsieg über Newcastle. Aufgrund dieser beiden Finalspiele besteht eine Rivalität zwischen den Fangruppen beider Mannschaften. Anschließend dauerte es neun Jahre, bis die Ice Dogs ihren zweiten nationalen Titel erringen konnten. Im selben Jahr gewann das Team auch die H Newman Reid Trophy als Sieger der Hauptrunde.

## Erfolge
- Goodall Cup 2004, 2013
- Vize-Meister 2003
- H Newman Reid Trophy 2013

## Stadion
Die Heimspiele werden im Catholic Club’s ice rink in Liverpool, New South Wales ausgetragen.  